# We Belong Together (canción de Robert & Johnny)
"We Belong Together" es una canción de rhythm and blues estadounidense escrita y grabada en 1958 por el dúo de doo wop Robert & Johnny, con crédito coautor dado a Hy Weiss. Alcanzó el puesto número 12 de popularidad en las listas de R&B, y el puesto 32 en la lista Billboard Hot 100.

## Versiones
- La canción fue grabada por The Fleetwoods en su álbum de 1959 Mr. Blue.
- El músico Ritchie Valens la grabó para Del-Fi Records a comienzos de 1959; posteriormente el grupo Los Lobos la grabó como parte de la banda sonora para la película de 1987 La bamba.